# Condla mac Coelbad
Condla mac Coelbad lub Conla mac Coilbad – król Dál nAraidi w drugiej połowie V w., syn Caelbada, legendarnego króla Ulsteru i na wpół legendarnego zwierzchniego króla Irlandii. Według Księgi z Leinsteru następca Sarana mac Coelbad, a poprzednik Fiachry I Lonna (Fachtny mac Coilbad) (MS folio 41e). Ci byli jego braćmi. Condla pozostawił po sobie syna Eochaida mac Condlai (zm. 553 r.), przyszłego króla Dál nAraidi oraz Ulaidu (Ulsteru). Tradycyjna chronologia panowania Caelbada i Sarana została błędnie ustalona na połowę IV w., zamiast na połowę V w. Condla prawdopodobnie zmarł ok. 480 r.  